# Barbados nos Jogos Olímpicos de Verão de 2020
Barbados deverá competir nos Jogos Olímpicos de Verão de 2020 em Tóquio. Originalmente programados para ocorrerem de 24 de julho a 9 de agosto de 2020, os Jogos foram adiados para 23 de julho a 8 de agosto de 2021, por causa da pandemia COVID-19. Será a 13ª participação da nação nos Jogos Olímpicos de Verão, à exceção dos Jogos Olímpicos de Verão de 1980, em Moscou, devido ao apoior parcipal ao boicote liderado pelos Estados Unidos.

## Competidores
Abaixo está a lista do número de competidores nos Jogos.
| Esporte   | Masculino | Feminino | Total |
| --------- | --------- | -------- | ----- |
| Atletismo | 3         | 3        | 6     |
| Natação   | 1         | 1        | 2     |
| Total     | 4         | 4        | 8     |

## Atletismo
Os seguintes atletas de Barbados conquistaram marcas de qualificação, pela marca direta ou pelo ranking mundial, nos seguintes eventos de pista e campo (até o máximo de três atletas em cada evento):
- Nota– As posições para os eventos de pista são em relação à bateria do atleta
- Q = Qualificado para a próxima fase
- q = Qualificado para a próxima fase como o perdedor mais rápido ou, em eventos de campo, pela posição sem atingir o alvo para qualificação
- NR = Recorde nacional
- N/A = Fase não aplicável para o evento
- Bye = Atleta não precisou disputar aquela fase

Eventos de pista e estrada
Masculino
| Atleta           | Evento              | Eliminatória | Eliminatória | Quartas-de-final | Quartas-de-final | Semifinal | Semifinal | Final     | Final   |
| Atleta           | Evento              | Resultado    | Posição      | Resultado        | Posição          | Resultado | Posição   | Resultado | Posição |
| ---------------- | ------------------- | ------------ | ------------ | ---------------- | ---------------- | --------- | --------- | --------- | ------- |
| Shane Brathwaite | 110 m com barreiras |              |              | —                | —                |           |           |           |         |
| Mario Burke      | 100 m               | Bye          | Bye          |                  |                  |           |           |           |         |
| Mario Burke      | 200 m               |              |              | —                | —                |           |           |           |         |
| Jonathan Jones   | 400 m               |              |              | —                | —                |           |           |           |         |

Feminino
| Atleta          | Evento              | Eliminatória | Eliminatória | Quartas-de-final | Quartas-de-final | Semifinal | Semifinal | Final     | Final   |
| Atleta          | Evento              | Resultado    | Posição      | Resultado        | Posição          | Resultado | Posição   | Resultado | Posição |
| --------------- | ------------------- | ------------ | ------------ | ---------------- | ---------------- | --------- | --------- | --------- | ------- |
| Tia-Adana Belle | 400 m com barreiras |              |              | —                | —                |           |           |           |         |
| Tristan Evelyn  | 100 m               | Bye          | Bye          |                  |                  |           |           |           |         |
| Sada Williams   | 400 m               |              |              | —                | —                |           |           |           |         |

## Natação
Barbados recebeu um convite de Universalidade da FINA para enviar seus dois nadadores de melhor ranking (um por gênero) para o respectivo evento individual nas Olimpíadas, baseado no Sistema de Pontos da FINA de 28 de junho de 2021.
| Atleta         | Evento                | Eliminatória | Eliminatória | Semifinal | Semifinal | Final | Final   |
| Atleta         | Evento                | Tempo        | Posição      | Tempo     | Posição   | Tempo | Posição |
| -------------- | --------------------- | ------------ | ------------ | --------- | --------- | ----- | ------- |
| Alex Sobers    | 400 m livre masculino |              |              |           |           |       |         |
| Danielle Titus | 100 m costas feminino |              |              |           |           |       |         |